# حصار بيهاتش (1592)
حصار بيهاتش ((بالكرواتية: Opsada Bihaća)‏) كانت محاصرة مدينة بيهاتش، مملكة كرواتيا داخل مملكة هابسبورغ الملكية، والاستيلاء عليها من قبل الإمبراطورية العثمانية في يونيو حزيران 1592. مع وصول تيلي حسن باشا إلى بيليربي من البوسنة إياليت في عام 1591، انتهت فترة سلام بين الإمبراطور رودولف الثاني والسلطان مراد الثالث وشنت الجيوش العثمانية هجومًا على كرواتيا. كانت بيهاتش، وهي مدينة شبه معزولة على نهر أونا اللتي صدت الهجوم العثماني في عام 1585، أحد الأهداف الأولى. استخدم توماس إردودي، بان كرواتيا، الموارد والجنود المتاحين لحماية المدن الحدودية، لكن العثمانيين تمكنوا من أخذ عدة حصون أصغر في عام 1591. مع تقدم الهجوم، أقر البرلمان الكرواتي قانونًا بشأن الانتفاضة العامة في البلاد في 5 يناير كانون الثاني 1592.
في أوائل يونيو حزيران 1592 قاد حسن باشا قواته نحو بيهاتش، التي دافع عنها حوالي 500 جندي بقيادة النقيب جوزيف فون لامبرج. استمر الحصار من 10 إلى 19 حزيران، عندما استسلم لامبرغ المدينة بسبب نقص التعزيزات وعدم كفاية عدد القوات المدافعة. لاحقا حوكم لامبرغ بسبب هذا الفعل فيما بعد بتهمة الخيانة. على الرغم من أنه بموجب شروط الاستسلام كان يُسمح لمواطنيها بالمغادرة أو البقاء في المدينة دون أذى، فقد قتل أكثر من 2000 مدني وتم أسر 800 بعد أن دخلت قوات حسن باشا بيهاتش. استمر الهجوم حتى حزيران 1593 عندما قتل حسن باشا في معركة سيساك، التي كانت سبب الحرب التركية الطويلة (1593-1606).

## خلفية

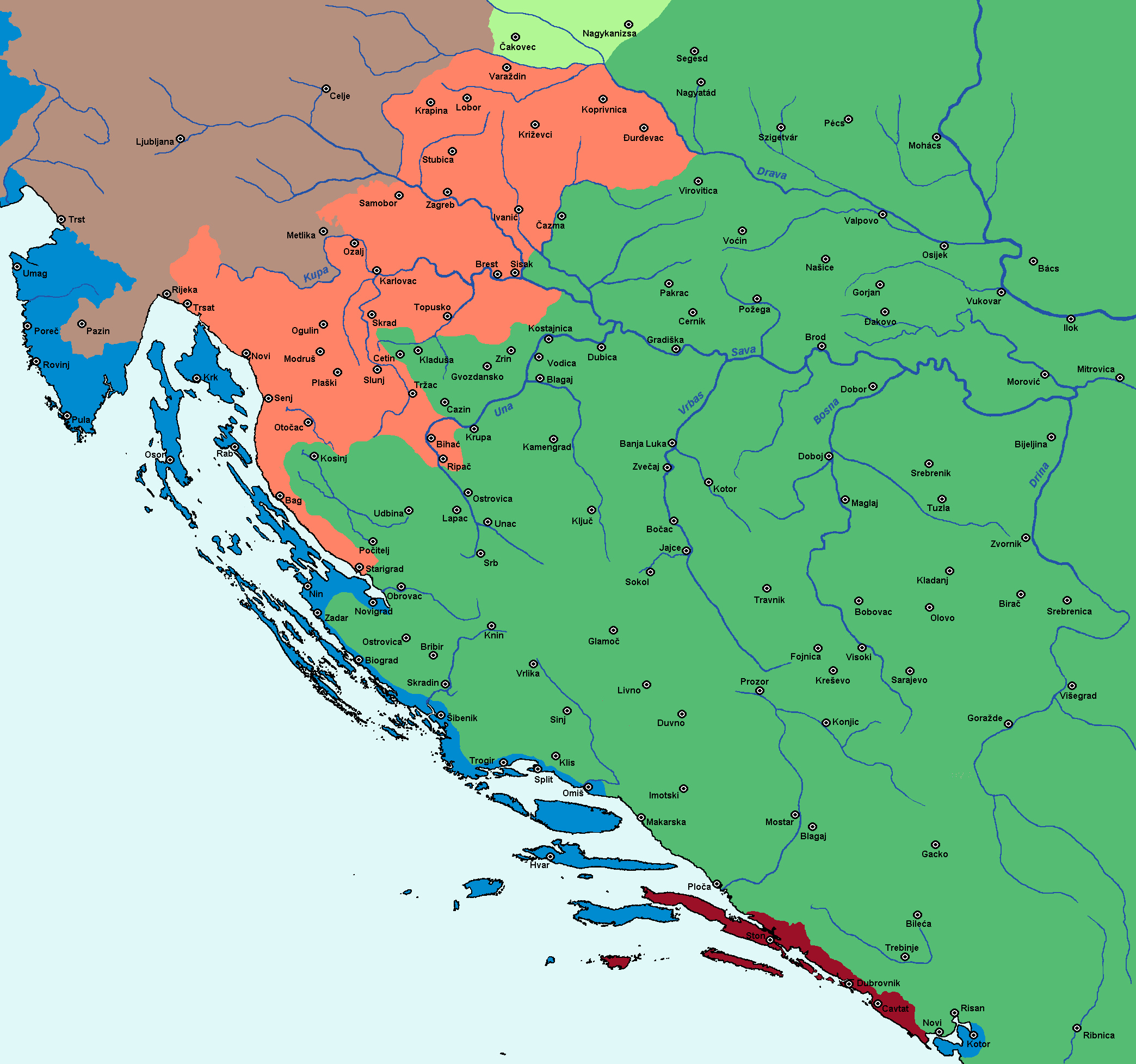
توسع كرواتيا والعثماني في المنطقة عام 1591 م
مملكة كرواتيا
الامبراطورية العثمانية
جمهورية البندقية
أرشدوقية النمسا
جمهورية راغوزا
مملكة المجر

من 1520s اكتسب التقدم العثماني في كرواتيا وتيرة. انتخب النبلاء الكروات فرديناند الأول من هابسبورغ في برلمان سيتين في عام 1527 كملك جديد، لكن التوغلات العثمانية المستمرة أدت إلى خسارة كبيرة في الأراضي. في عام 1537، كان سقوط كليس يعني خسارة آخر معقل كرواتي في جنوب البلاد. في الأربعينيات من القرن التاسع عشر، تقدم العثمانيون إلى سلافونيا وفي العقود الثلاثة القادمة عبر غرب البوسنة في اتجاه زغرب.  بحلول أواخر القرن السادس عشر، فقدت كرواتيا ثلثي منطقة ما قبل الحرب وأكثر من نصف السكان. تم تخفيضه إلى 16,800   كيلومتر مربع من الأراضي الحرة ويبلغ عدد سكانها حوالي 400,000. وقد تمت الإشارة إلى الأرض المتبقية باسم «بقايا بقايا مملكة كرواتيا الشهيرة ذات مرة» ((باللاتينية: reliquiae reliquiarum olim magni et inclyti regni Croatiae)‏).  
تم التوقيع على العديد من اتفاقيات وقف إطلاق النار أو تجديدها بين الإمبراطورية العثمانية وملكية هابسبورغ، ولكن لم يحترمها سكان سانجاك-بكي المحليون. واعتمادا على الأحوال الجوية والقوات العسكرية المتاحة، شنوا غارات دون مراعاة الهدنة.  رد الاسكوك،(الجنود غير النظاميين في كرواتيا)، بغاراتهم الخاصة على الأراضي العثمانية.  استقدمت وساتطونت السلطات العثمانية الفلاخس، بشكل رئيسي من العقيدة الأرثوذكسية، على الأراضي المحتلة واستخدمتها كوحدات مساعدة في حروبهم. 
في عام 1578، قرر الأرشيدوق تشارلز الثاني الرد على الهجمات العثمانية بهجوم لدفع الحدود إلى نهر أونا.  بدأ الهجوم في اب أغسطس واستعادت القوات النمساوية الكرواتية المشتركة تساازين وزرين وأوستروفيتسا، لكن تم إيقافهم عند بوجيم وتم دفعهم إلى الشمال، وخسروا جميع المكاسب. بقي بيهاتش معزولًا بشكل أساسي على نهر أونا.  لتعزيز الدفاعات الجنوبية، بدأ بناء كارلوفاتس كحصن للمدينة عام 1579.  أصبحت سلسلة الحصون على الحدود تعرف باسم الحدود العسكرية الكرواتية. 

### دور بيهاتش
بعد سقوط كنين في عام 1522، تولى بيهاتش الدور القيادي في مملكة كرواتيا جنوب نهر سافا.  أصبحت معقلًا مهمًا يحمي المنطقة من الساحل الكرواتي إلى الأراضي المحيطة بنهر أونا. من عهد الملك ماتياس كورفينوس تمركز حامية في المدينة.  في عام 1528  أصبحت بيهاتش مركزًا للقيادة بسبب موقعها بالقرب من الحدود مع الإمبراطورية العثمانية وفيها ايضاعدد كبير من السكان. كان هناك 25 حصنًا تحت قيادة النقيب في بيهاتش في عام 1576. ومع ذلك، تم تخفيض عدد الحصون إلى ثلاثة فقط بحلول عام 1579: ريباتش وسوكول وإيزايتشيش. تم غزو البقية من قبل العثمانيين أو تم ضمهم إلى قائد سلون.  بحلول 1580s كانت المدينة في حالة رهيبة. كانت محاطة تقريبًا بالأراضي العثمانية، وتم التخلي عن القرى المجاورة، وكانت هناك تقارير متكررة عن نقص الغذاء. فر العديد من مواطنيها من المدينة وكان هناك تدفق كبير للاجئين إلى بيهاتش من الأماكن المجاورة التي غزاها العثمانيون. 

### حصار1585 وما تلاه
في عام 1584 عانى العثمانيون من هزيمة ثقيلة في معركة سلون ضد قوات بان إردودي. هدأت هذه الهزيمة الوضع على الحدود حيث أوقف القادة العثمانيون غاراتهم. استخدم إردودي ذلك الوقت لتقوية التحصينات الحدودية ودعا إلى عقد جلسة للبرلمان الكرواتي في 11 اذار 1585. تم اتخاذ قرار لإكمال العمل في حصن بريست بالقرب من سيساك وبناء برج جديد في شيشنيتس على نهر كوبا.  
مع تأثر البلاد بالجفاف في الصيف، ومع جفاف الأنهار الامر الذي سهل على القوات العثمانية العبور إلى الأراضي الكرواتية.  أعد فرحات باشا سوكولوفيتش، بيليربي من البوسنة إياليت، جيشًا لهجوم على بيهاتش والحصون المحيطة بها. في 14 ايلول سبتمبر 1585 حاصر فرحات باشا بيهاتش، لكن لم يكن لديه ما يكفي من المشاة تحت تصرفه. استخدم المدافعون عن المدينة، بقيادة الكابتن فرانز هورنر، مدفعيتهم وألحقوا العثمانيين خسائر فادحة، مما أجبر فرحات باشا على رفع الحصار في اليوم التالي. أحرق العثمانيون العديد من القرى المجاورة أثناء رحيلهم.  
ثم تحولت السناجق المحليون إلى الشمال وبدأوا في مهاجمة الحصون في سلافونيا. قُتل علي بك، سانجاكبي من سانجاك باكراك، في معركة إيفانيتش عام 1586. بعد الهزيمة العثمانية بالقرب من ناجيكانيزسا عام 1587، بدأت فترة طويلة نسبيًا من السلام على الحدود. لم تكن هناك اشتباكات في 1588 و 1589، إلى جانب هجوم عثماني فاشل على سنج. في 29 نوفمبر 1590تشرين الثاني تم تجديد الهدنة بين الإمبراطور رودولف الثاني والسلطان مراد الثالث. 

### تجدد الأعمال العدائية
وخلافاً لاتفاق تمديد الهدنة، مع وصول المحارب تيلي حسن باشا (حسن باشا بريدويفيتش) كحارس إياليت البوسنة في أوائل عام 1591، زادت التوترات مرة أخرى على طول الحدود بين كرواتيا والإمبراطورية العثمانية. بدأ حسن باشا على الفور في جمع جيش حول بانيا لوكا واستعد لهجوم على كرواتيا. توقع الكرواتي بان توماس إردودي شن هجمات على بيهاتش وسيساك. عند مناقشة الوضع في جلسة للبرلمان الكرواتي في 26 يوليو حزيران 1591، استنتج النبلاء أنه في حالة الغزو الواسع النطاق، سيتم استدعاء انتفاضة عامة، وأن جميع النبلاء والمواطنين وكذلك مرؤوسيهم، يجب عليهم الاستجابة للنداء.  في 1 اّب أغسطس 1591 هاجم حسن باشا سيساك. موقع المدينة المدينة حاسمًا لأنه يقع عن الضفة اليسرى لنهر كوبا، ولكن أيضًا على الطريق باتجاه زغرب. عند وصول خبر حصار سيساك، أرسل بان توماس إردودي المساعدة إلى المدينة واضطر حسن باشا إلى التراجع في 11 اب أغسطس. ثم قاد إردودي هجوما مضادا واستعاد بلدة موسلافينا في 12 اب أغسطس.   أثار هذا غضب حسن باشا وطلب من الباب العالي إلغاء الهدنة وإعلان الحرب على ملكية هابسبورغ. أمر بسجن القادة الذين استسلموا لموسلافينا وأرسلوهم إلى إسطنبول.  في نوفمبر تشرين الثاني استولى العثمانيون على ريباتش على نهر أونا، جنوب بيهاتش. 
في 5 يناير كانون الثاني 1592، أصدر البرلمان الكرواتي قانونًا بشأن الانتفاضة العامة للدفاع عن الوطن.  النبلاء، صغار ملاك الأراضي، النبلاء العسكريون (مسلحون) والمواطنون اضطروا إلى تلبيط طلب البان أو المخاطرة بفقدان جميع الأراضي والممتلكات. كان على النبلاء تجهيز وتسليح اثنين من المشاة وسلاح الفرسان لكل عشرة منازل، بينما كان على التجار الأكثر ثراء تجهيز سلاح فرسان واحد. كان على جميع المدن الملكية والحرة ضمان عربات وعربات لنقل الأسلحة والذخائر. وينظم القانون أيضا تقديم إلزامي للغذاء من الأقنان للجيش، الذي تم تخزينه في زغرب. 

## البداية

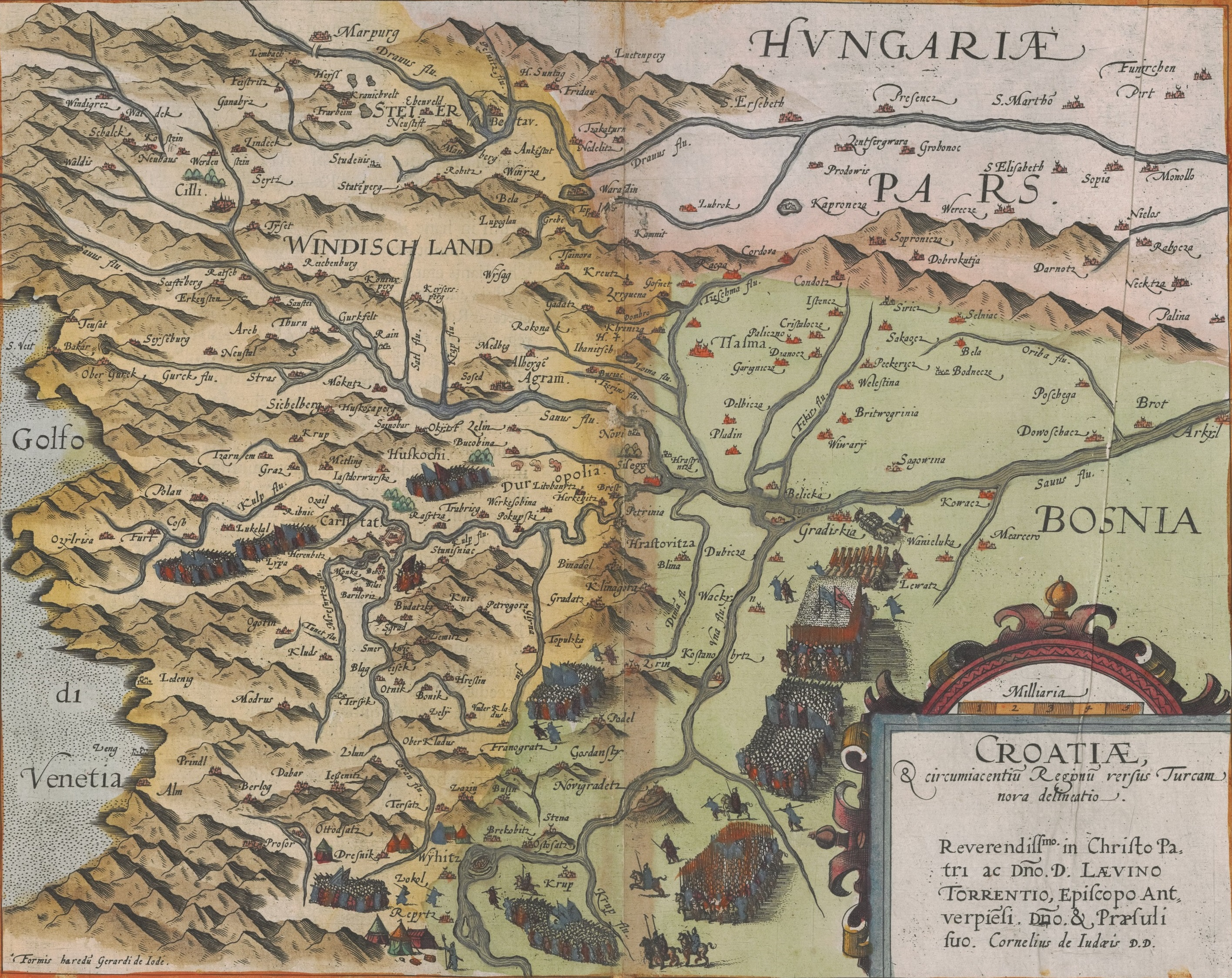
خريطة لمملكة كرواتيا من عام 1593 ، تصور الحروب العثمانية الكرواتية والهجوم العثماني على بيهاتش (وايتز)

بعد حصار فاشل على سيساك، كان العثمانيون يستعدون للاستيلاء على معقل بالقرب من سيساك وجعلها قاعدة لغاراتهم الإضافية في كرواتيا.  في 14 نيسان بدأ حسن باشا في بناء حصن بيترينيا جنوب بريست.  تم تحضير المواد الخاصة ببنائها مسبقًا وتم الانتهاء من الحصن في 2 ايار مايو.  كما توقع هجومًا على بيهاتش، أمر الكابتن كريستوف أوبريتشان بتعزيز دفاعات المدينة في الربيع، ولكن سرعان ما تم القبض عليه من قبل العثمانيين بينما كان يشرف على العمل خارج أسوار المدينة. تم تعيين النقيب جوزيب دورنبيرج مكانه، ولكن عندما كان غائبًا، تم إصدار الأمر مؤقتًا للنقيب جوزيف فون لامبرج. بناء على طلب لامبرغ، وصلت التعزيزات التي يبلغ عددها مائة اوسكوك (جندي غير نظامي)من كارلوفاتس مع الطعام والذخيرة. كانت هذه التعزيزات الأخيرة التي تلقتها بيهاتش. 

## الحصار

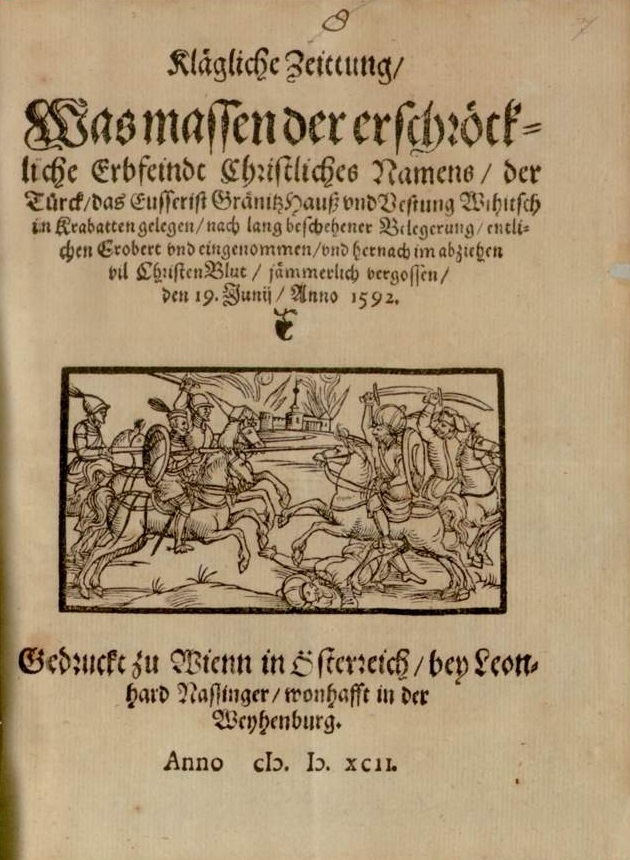
منشور عام 1592 في فيينا حول المعركة

في أوائل يونيو حزيران، جهز حسن باشا جيشًا واتجه إلى بيهاتش مع 5000 جندي وعدد كبير من المدافع.  وصل الجزء الأول من القوات العثمانية بالقرب من بيهاتش في 10 يونيو حزيران ونزل إلى تلة بوكوي شمالها. بعد ثلاثة أيام وصل الجيش الرئيسي بقيادة حسن باشا وبدأ في تطويق بيهاتش. فصل حسن باشا جزءًا منهم للقبض على إيزاتشيتش، آخر مستوطنة مسيحية متبقية بين بيهاتش ونهر كورانا. تم الدفاع عن إيزاتشيتش من قبل عوسبار بابونوزيتش الذي كان تحت تصرفه 16 جنديًا فقط . نفذوا الهجوم الأول، لكنهم غادروا البلدة في 14 يونيو حزيران وانسحبوا إلى سلون . 
كان حامية بيهاتش بقيادة النقيب جوزيف لامبرغ. بلغ عدد الحامية ما بين 400 و 500 جندي، معظمهم من الجنود الكروات النظاميين وأوسكوك والمرتزقة الألمان، بالإضافة إلى عدة مئات من رجال الميليشيات.   حوالي 5000 مدني في المدينة. بعث لامبرغ برسالة إلى العقيد أندرياس فون أورسبيرج في 12 يونيو يطلب فيها المساعدة العسكرية.  بعث برسالة أخرى إلى أويرسبيرج في 13 يونيو ورفض طلب حسن باشا باستسلام المدينة. خاف نائب أويرسبيرج، الكابتن يوراج باراديسر، من سلامة كارلوفاتس، وبالتالي لم يرسل المساعدة. أرسل الطلب إلى النبلاء الكارنيوليين، لكنهم لم يعتقدوا أن التهديد لبيهاتش كان خطيرًا.  للحفاظ على معنويات قواته ومواطني بيهاتش، نظم لامبرج قسمًا عامًا في 13 حزيران حيث تعهدوا بالدفاع عن المدينة حتى آخر رجل. 
بحلول نهاية 13 يونيو حزيران، كانت بيهاتش محاطًتا بالكامل ولم يتمكن لامبرغ من إرسال بريد سريع يتجاوز الخطوط العثمانية. نظم حسن باشا مدفعيته في ثلاث مجموعات ونشرها حول بيهاتش، حتى يتمكنوا من قصفها من جميع الاتجاهات.   بدأ قصف المدينة في 14 يونيو حزيران، والذي يمكن سماعه في سلوني على بعد 40 كم .  لم تتسبب المرحلة الأولى منها في إلحاق أضرار كبيرة بالجدران،  ولكن العدد الكبير للمدافع ونقص التعزيزات تسبب في الخوف في المدينة وفقدان الأمل في إمكانية الدفاع عنها.  في 19 يونيو حزيران أمر حسن باشا بهجوم المشاة على القلعة. مع وصول سلالم الحصار الأولى إلى الجدران، طلب قضاة ومستشارو بيهاتش من لامبرغ بدء المفاوضات مع حسن باشا، قائلين إن المدافعين كانوا أضعف من أن يتحملوا الهجوم ولم تكن هناك تعزيزات. اضطر لامبرغ للتفاوض على استسلام مشرف وذهب مع ثلاثة قضاة إلى خيمة حسن باشا. كانت الظروف العثمانية استسلامًا فوريًا لبيهاتش، لكنهم أكدوا أنه سيتم السماح لمواطنيها بمغادرة ممتلكاتهم أو البقاء والاعتراف بالحكم العثماني. وافق لامبرغ عليه وفي نفس اليوم دخلت القوات العثمانية بيهاتش.  

### نهب المدينة

تمثيل مجهول حديث للهجوم الناجح على بلدة هابسبورغ الكرواتية المحصنة بيهاتش (بيهكا بالتركية العثمانية) من قبل قوات مقاطعة إيجاليت بوسنا العثمانية بقيادة غازي حسن باشا بريدوجيفتش عام 1592.

اصطحب لامبرغ وجنوده وعائلاتهم من قبل عدة مئات من الفرسان نحو سلون . عندما ابتعد الرتل عن المدينة، بدأ العثمانيون بنهبهم وقتلوا معظم اللاجئين. تمكن لامبرغ وعدة رجال فقط من الفرار والوصول إلى بريست. وفي وقت لاحق، حوكم لامبرغ والمدافعون الباقون أمام محكمة عسكرية لتسليمهم بيهاتش. كانت غالبية السكان مترددة في مغادرة منازلهم وقررت البقاء في بيهاتش. ومع ذلك، لم يحترم حسن باشا الاتفقية وتم نهب المدينة. في الأيام الأولى التي تلت الأسر قُتل أكثر من 2000 مواطن، في حين تم أسر 800 طفل وإرسالهم إلى إسطنبول.   مقال معاصر من (zeitung) من فيينا عن المعركة أن 5000 مسيحي قتلوا.  

## ما بعد الغزو والميراث

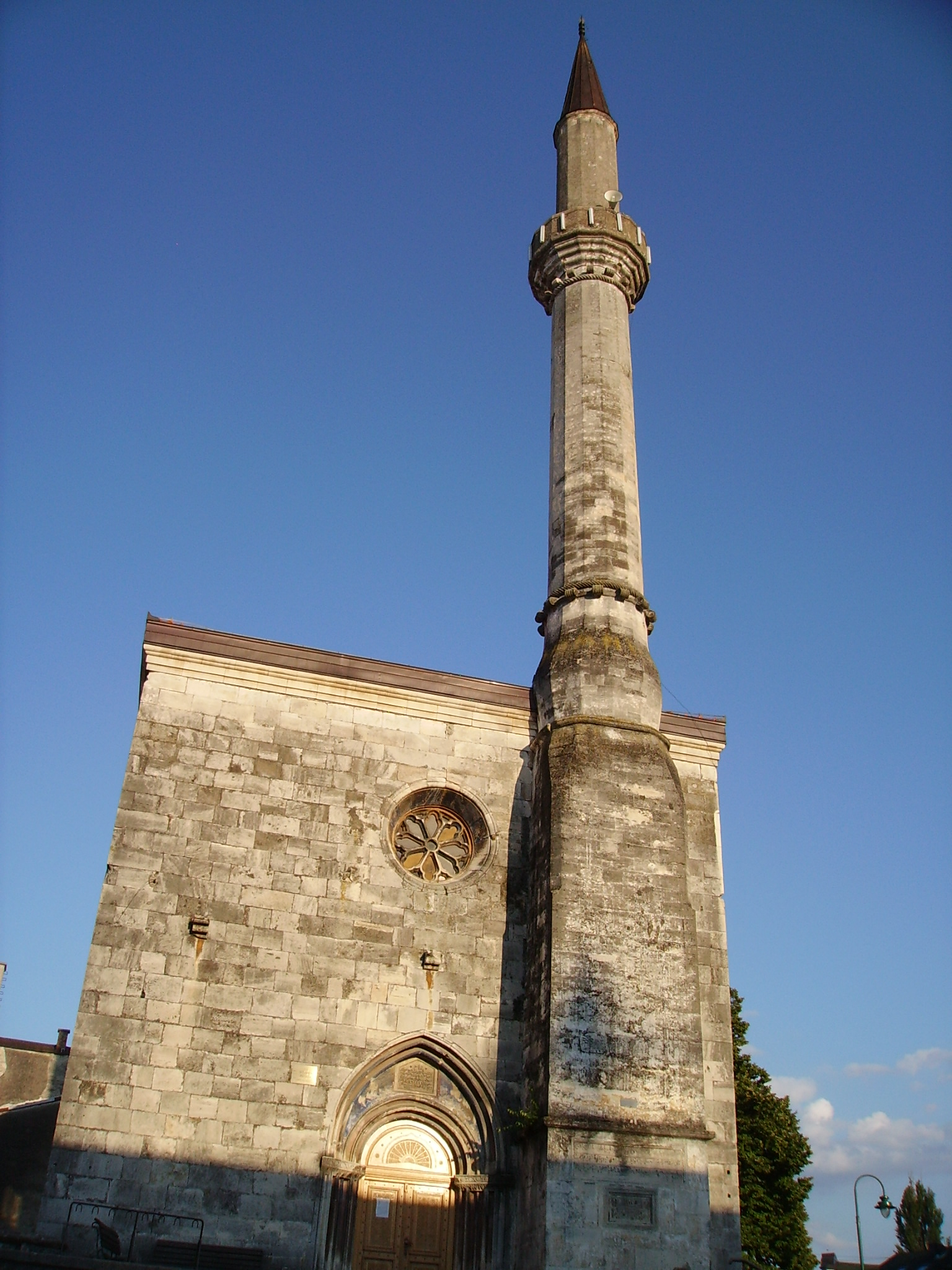
تم تحويل كنيسة القديس أنتوني بادوا إلى مسجد عام 1592 وأعيدت تسميتها فتحية ("الفتح او الفاتح")

جنبا إلى جنب مع الأسرى من معركة بريست، تم نقل السجناء من بيهاتش إلى إسطنبول، حيث أقيم الاحتفالات بالنصر. كانت العربات تحمل 172 أسيرة و 22 أعلامًا تم الاستيلاء عليها في بريست وبيهاتش إلى الباب العالي . أرسل حسن باشا أيضًا لوحات من بيهاتش وسلون إلى السلطان، على الرغم من أنه لم يتمكن من الاستيلاء على سلون . احتج مبعوث هابسبورغ الإمبراطوري في إسطنبول على قسوة قوات حسن باشا وباسم الإمبراطور طلب إعادة بيهاتش. رد العثمانيون بأن «كل شخص عاقل يستطيع أن يعرف أن بيهاتش لا يمكن إعادتها»، حيث تم بناء مسجد فيه بالفعل وأقيمت صلاة من أجل السلطان . 
تسبب سقوط بيهاتش في الخوف في كرواتيا حيث كانت تقف على الحدود لعقود.  كان آخر معقل كرواتي في الجنوب، ومع سقوطه تحرك الخط الدفاعي شمالًا وامتد من أوغولين مروراً بكارلوفاتس وعلى طول نهر كوبا إلى سيساك.  خلال هجومها لربيع وصيف عام 1592، استولت الإمبراطورية العثمانية على بيهاتش وريباتش على نهر أونا، ودريزنيك وفلوريانا وسيتينجراد على نهر كورانا. وهكذا قام العثمانيون بتقريب المنطقة حول بيهاتش وجعلوها نقطة البداية لمزيد من هجماتهم.  اخذت بلدة كارلوفاتش دور بيهاتش كأهم حصن على الحدود.  أدت غارات حسن باشا إلى بوهيميا وكرواتيا والمجر إلى القبض على 35000 شخص. 
بعد شهر من سقوط بيهاتش، في 19 يوليو حزيران، هزم العثمانيون قوات بان إردودي في معركة بريست .  في عام 1593 وجه حسن باشا قواته نحو سيساك، حيث تعرض لهزيمة فادحة في 22 يونيو حزيران وقتل أثناء القتال. تسببت معركة سيساك في اندلاع حرب طويلة استمرت حتى ابرام معاهدة زيتافاتوروك في 11 نوفمبر تشرين الثاني 1606.  
تم تحويل كنيسة القديس أنطونيوس بادوا إلى مسجد وأعيد تسميتها إلى فتحية . ومن الجدير بالذكر احتواء مرثيات وقبر النبلاء الكروات الذين ماتوا وهم يحمون المدينة. أصبحت المنطقة التي يسيطر عليها العثمانيون من فيليكا كلادوشا في الغرب إلى نهر فرباس في الشرق تعرف باسم كرواتيا التركية .  

## الحواشي
1. 1 2 3  Tanner 2001.
2. 1 2 3 4 5 6 7 8 9 10 11 12 13 14 15 16 17  Mažuran 1998.
3. ↑  Goldstein 1994.
4. 1 2 3  Guldescu 1970.
5. 1 2 3 4 5 6 7 8 9 10 11 12  Lopašić 1890.
6. 1 2  Budak 1989.
7. 1 2 3 4 5 6 7 8 9 10 11 12  Klaić 1973.
8. 1 2 3 4  Šišić 2004.
9. 1 2 3  Setton 1991.
10. ↑  Ó hAnnracháin 2015.
11. 1 2 3  Kozličić 2003.
12. ↑  Fethija džamija sa haremom, devet grobnih ploča i natpisima, graditeljska cjelina  – Članak. Komisija za očuvanje nacionalnih spomenika. (10. novembar 2013.) نسخة محفوظة 2020-05-17 على موقع واي باك مشين.